# William Roderick Ross
Pour les articles homonymes, voir William Ross et Ross.
William Roderick Ross (29 mars 1869-4 février 1928) est un homme politique canadien de la Colombie-Britannique. Il est aussi député provincial conservateur de la circonscription britanno-colombienne de Fernie de 1903 à 1916 et de Fort George de 1916 à 1920.

## Biographie
Né dans le comptoir de Fort Chipewyan de la Compagnie de la Baie d'Hudson dans le district d'Athabasca dans les Territoires du Nord-Ouest (aujourd'hui en Alberta), Ross étudie au St. John's College (en) de Winnipeg. Nommé au barreau du Manitoba en 1890, il pratique le droit à Winnipeg de 1890 à 1896 et ensuite à Fort Steele de 1897 à 1900. Ross s'installe à Fernie en 1901. Nommé conseiller du roi en 1906, il sert comme ministre des Terres de 1910 à 1913 et de 1915 à 1916.
Il meurt à Cranbrook en février 1928 à l'âge de 58 ans.